# Winneshiek County
Winneshiek County är ett administrativt område i delstaten Iowa, USA, med 21 056 invånare. Den administrativa huvudorten (county seat) är Decorah.

## Geografi
Enligt United States Census Bureau har countyt en total area på 1 787 km². 1 786 km² av den arean är land och 1 km² är vatten.

### Angränsande countyn
- Fillmore County, Minnesota - nordväst
- Houston County, Minnesota - nordost
- Allamakee County - öst
- Fayette County - söder
- Chickasaw County - sydväst
- Howard County - väst
- Clayton County - sydost